# Migdal Oz
Migdal Oz (hebr. מגדל עוז; oficjalna pisownia w ang. Migdal Oz) – kibuc i osiedle żydowskie położone w Samorządzie Regionu Gusz Ecjon, w Dystrykcie Judei i Samarii, w Izraelu. Członek Religijnego Ruchu Kibuców (Ha-Kibbuc ha-Dati).

## Położenie
Osiedle jest położone w bloku Gusz Ecjon w górach Judzkich, pośrodku drogi z Jerozolimy do Hebronu, w Judei w otoczeniu terytoriów Autonomii Palestyńskiej.

## Historia
Kibuc został założony w 1977 roku na miejscu zniszczonej w latach 50. żydowskiej osady Migdal Eder.

## Gospodarka
Gospodarka kibucu opiera się na hodowli bydła mlecznego i drobiu. Z przemysłu znajduje się tutaj niewielki zakład produkujący sprzęt high-tech.